# Nacionalni park Kozara
Nacionalni park Kozara, u geografskom i geomorfološkom pogledu zahvaća pripanonsko područje unutrašnjih Dinarida u Bosni i Hercegovini. Površina iznosi 3 520 ha, a nacionalnim parkom proglašena je 1967., s ciljem zaštite kulturno-povijesnih i prirodnih vrijednosti planine Kozare. U nacionalnom parku živi mnogo biljaka i životinja.

## Opis
Kozara je planina dinamičnog reljefa čiji vrhovi ne prelaze 1 000 metara nadmorske visine. Umjereno-kontinentalna klima, velik broj sunčanih dana i pitomi planinski vrhovi - vidikovci s kojih se vide Bosanska Gradiška, Prijedor, Bosanska Dubica i okolica - daju posebnu vrijednost ovoj planini. Tu se nalaze izvori većih potoka i rijeka, tj. Mlječanice, Moštanice, Kozaračke rijeke - Starenice itd. To NP Kozaru čini orohidrografskim čvorištem istoimene planine.
Ustanovljen je biodiverzitet od 865 biljnih vrsta. Od ukupno registriranih vrsta 117 su gljive, 11 lišajevi, 80 mahovine i 657 vrsta višeg reda biljaka. Među njima je 17 vrsta paprati, 114 vrsta dendroflore (77 autohtonih i 37 alohtonih) i 526 zeljastih cvjetnica. Dendrofloru Nacionalnog parka "Kozara" čine: 33 vrste lišćarskog drveća, 2 vrste četinarskog drveća, 30 lišćarskih grmova, 1 četinarski grm, 2 drvenaste povijuše i 9 polugrmova.
Među autohtonim životinjskim vrstama, nalaze se divlja svinja, srndać, divlji zec, divlja mačka, lisica, vjeverica, jazavac, kuna zlatica, lasica i druge.
Kozara je stanište i velikog broja ptičjih vrsta. Prema dostupnim podacima, na Kozari, ima jastrebova, sova, jarebica, grlica, svraka, slavuja, djetlića, sjenica i vrabaca.
Središnji dio Parka zauzima zaravnjeni plato Mrakovicu (806 m), gdje se nalazi spomenik žrtvama ustaško - fašističkog terora.

## Vanjske poveznice
- Službena stranica
- Turistička organizacija Republike Srpske  Arhivirana inačica izvorne stranice od 4. ožujka 2016. (Wayback Machine)